# 카우케네스
카우케네스(스페인어: Cauquenes)는 칠레 마울레 주 카우케네스 현의 코무나이다.